# آثار باستانی و تاریخی لرستان
آثار باستانی و تاریخی لرستان کتابی از حمید ایزد پناه است که در سال ۱۳۵۰ منتشر و برندهٔ جایزه کتاب سال سلطنتی شد.